# Riu Cúa
El Cúa és un riu al nord de la comarca de El Bierzo a la província de Lleó i pertany a la Confederació Hidrogràfica del Nord. Neix a Campo de la Pesca, prop del Port de Cienfuegos. En els primers moments es dirigeix d'oest a est fins a un quilòmetre més endavant de rebre per l'esquerra les aigües del rierol de Trayecto; i en aquest moment, canvia de sentit de direcció Nord a Sud. El riu travessa els municipis de Peranzanes, Fabero, Vega de Espinareda, Arganza, Cacabelos, Carracedelo i Toral de los Vados. Són afluents de certa rellevància per la dreta, l'Ancares i el Burbia. Per la banda esquerra són de menys cabal com el Rierol de Trayecto, el riu de Faro i el riu Biarzas. Desemboca en el riu Sil a l'alçada de Toral de los Vados.